# Goździk łysy
Goździk łysy (Dianthus collinus Waldst. & Kit.) – gatunek rośliny wieloletniej należący do rodziny goździkowatych. Występuje w Karpatach, w Polsce uznany za wymarły.

## Morfologia
ŁodygaOsiąga wysokość 30–70 cm.
LiścieLancetowate.
KwiatyZebrane w kwiatostany, czerwone z ciemniejszymi plamkami.

## Biologia i ekologia
Bylina. Kwitnie w czerwcu i lipcu. W Polsce rósł na łąkach, w innych krajach rośnie w murawach i dąbrowach.

## Zmienność
Gatunek zróżnicowany na dwa podgatunki:
- Dianthus collinus subsp. collinus

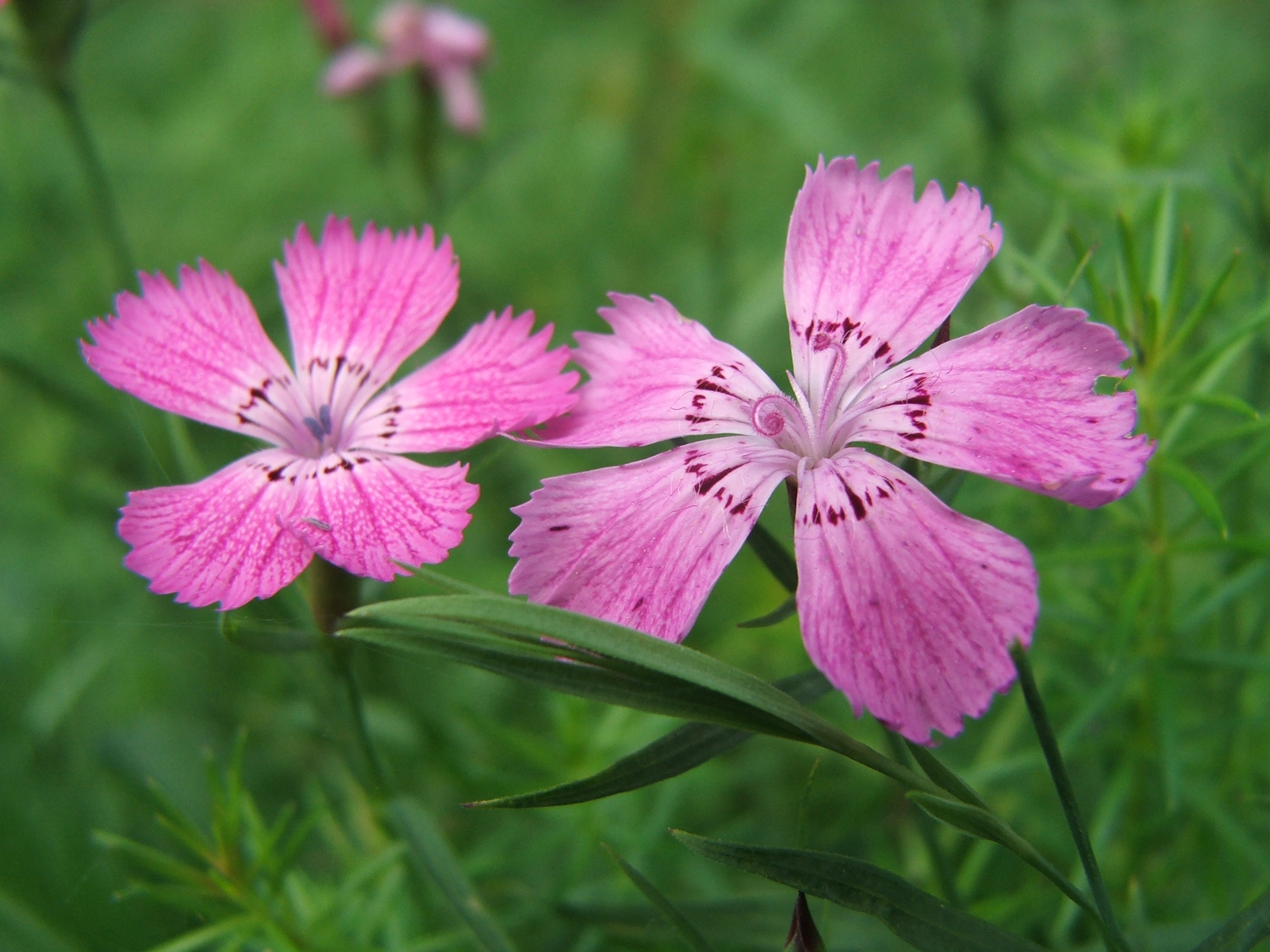
Kwiaty u subsp. glabriusculus

- Dianthus collinus subsp. glabriusculus (Kit.) Thaisz 	- występuje głównie w Karpatach Wschodnich i na Wyżynie Siedmiogrodzkiej, rósł w Polsce w okolicach Przemyśla

## Zagrożenia
Kategorie zagrożenia gatunku:
- Kategoria zagrożenia w Polsce według Czerwonej listy roślin i grzybów Polski (2006)[6]: Ex (wymarły i zaginiony w naturze); 2016: RE (wymarły na obszarze Polski)[7].
- Kategoria zagrożenia w Polsce według Polskiej Czerwonej Księgi Roślin[8]: EX (extinct, całkowicie wymarły).